# 2012년 동계 청소년 올림픽
2012년 동계 청소년 올림픽(영어: 2012 Winter Youth Olympics, I Winter Youth Olympic Games, 독일어: Olympische Jugend-Winterspiele 2012)은 2012년 1월 13일부터 1월 22일까지 오스트리아 인스브루크에서 개최되었던 동계 청소년 올림픽이다.

## 대회

### 후보 도시
| 2012년 동계 청소년 올림픽 개최지 투표 결과 | 2012년 동계 청소년 올림픽 개최지 투표 결과 | 2012년 동계 청소년 올림픽 개최지 투표 결과 |
| ------------------------------------------ | ------------------------------------------ | ------------------------------------------ |
| 도시                                       | NOC 이름                                   | 유효한득표 수                              |
| 인스부르크                                 | 오스트리아                                 | 84                                         |
| 쿠오피오                                   | 핀란드                                     | 15                                         |

### 경기장

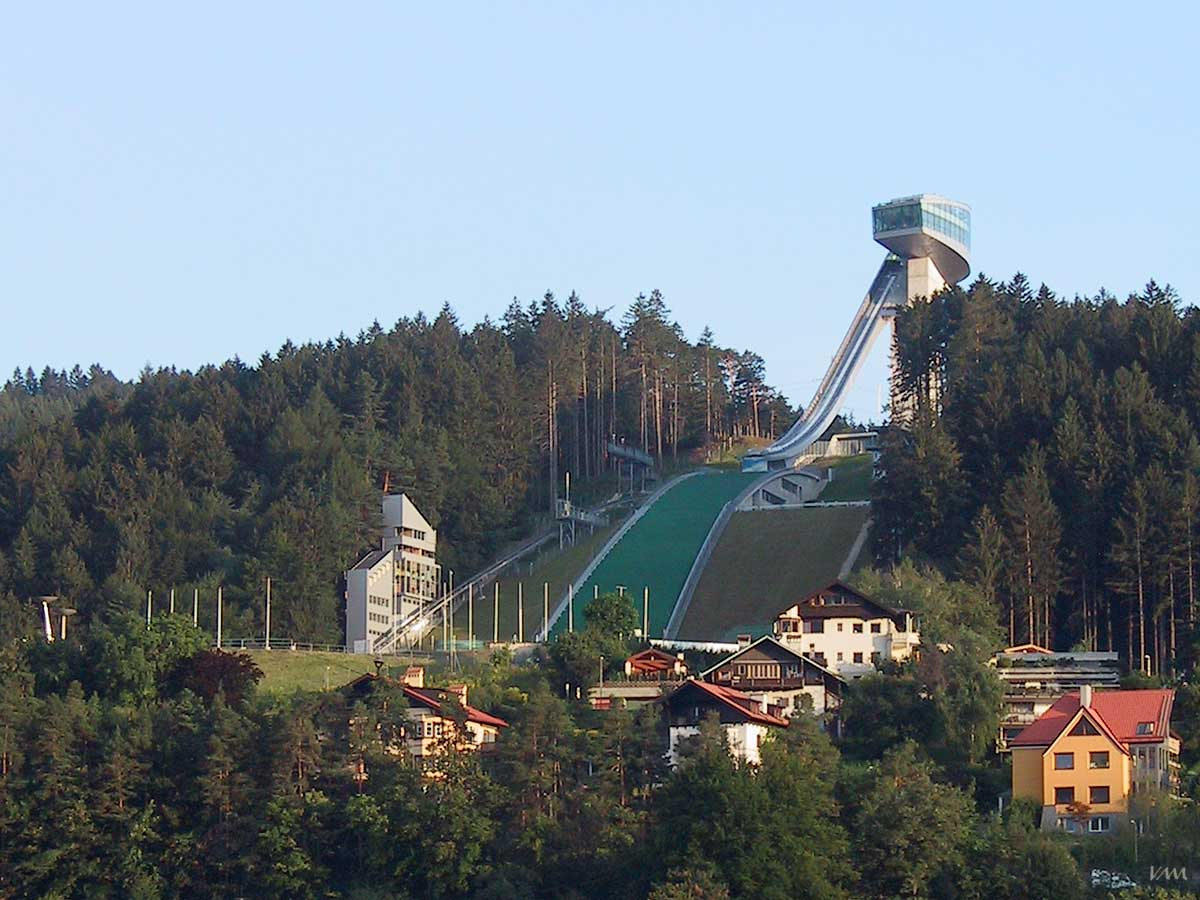
베르기젤샨체에서는 대회의 개막식이 열렸다.

모든 경기장은 인스부르크와 제펠트에 있는 두 개의 대규모 클러스터인 올림피아월드 인스부르크와 제펠트 아레나에 있다. 컬링과 바이애슬론 종목은 임시로 지어진 경기장에서 열린다.
| 경기장                          | 위치       | 경기 종목                                         | 수용 인원 |
| ------------------------------- | ---------- | ------------------------------------------------- | --------- |
| 베르기젤샨체                    | 인스브루크 | 개막식                                            | 28,000명  |
| 올림픽 슬라이딩 센터 인스브루크 | 인스브루크 | 봅슬레이 루지 스켈레톤                            | 1,500명   |
| 제펠트 아레나                   | 제펠트     | 바이애슬론 크로스컨트리 스키 노르딕 복합 스키점프 | 2,500명   |
| 아이스슈넬라우프반              | 인스브루크 | 스피드 스케이팅                                   | 2,900명   |
| 퀴타이                          | 인스브루크 | 프리스타일 스키 스노보드                          | 1,000명   |
| 티롤리안 아이스 아레나          | 인스브루크 | 아이스 하키                                       | 3,130명   |
| 올림피아할레                    | 인스브루크 | 피겨 스케이팅 쇼트트랙                            | 10,000명  |
| 파처코펠                        | 티롤       | 알파인 스키                                       | N/A       |
| 인스브루크 전시 센터            | 인스브루크 | 컬링                                              | 1,000     |

## 올림픽

### 개막식
중앙유럽 표준시로 2012년 1월 13일 오후 6시 30분에 베르기젤샨체에서 개막식이 열렸다. 약 15,000명이 눈으로 쌓인 경기장에 모여서 개막식을 보았으며 식 초반에 세 개의 솥이 등장한 뒤 그 중 두 개의 솥에서 빛이 났다. 이는 인스부르크가 이전에 개최했던 두 동계 올림픽인 1964년 동계 올림픽과 1976년 동계 올림픽을 기념하기 위한 퍼포먼스였다. 대회 개막 선언은 오스트리아의 대통령인 하인츠 피셔가 맡았다.

### 참가국
IOC의 지침서에 따르면, 만 14세 이상 19세 이하의 청소년은 2012년 동계 청소년 대회의 참가가 가능하다. 올림픽과는 달리 청소년 선수들은 경기 참가 전까지 개최 도시에 머무르면서 통합 스포츠, 문화, 교육 프로그램(CEP)에도 참여할 수가 있다. 참가 자격 기준은 종목에 따라 국가 올림픽 위원회와 국제 스포츠 연맹에 의해 결정된다.
| - 안도라 (4) - 아르헨티나 (5) - 아르메니아 (3) - 오스트레일리아 (13) - 오스트리아 (81) - 벨라루스 (16) - 벨기에 (7) - 보스니아 헤르체고비나 (4) - 브라질 (2) - 불가리아 (11) - 캐나다 (52) - 케이맨 제도 (1) - 칠레 (5) - 중화인민공화국 (23) - 크로아티아 (9) - 키프로스 (1) - 체코 (24) - 덴마크 (5) - 에리트레아 (1) - 에스토니아 (17) - 핀란드 (42) - 프랑스 (29) - 조지아 (2) - 독일 (54) | - 영국 (24) - 그리스 (3) - 헝가리 (9) - 아이슬란드 (3) - 인도 (1) - 이란 (3) - 아일랜드 (1) - 이탈리아 (41) - 일본 (33) - 카자흐스탄 (38) - 키르기스스탄 (1) - 라트비아 (16) - 레바논 (2) - 리히텐슈타인 (2) - 리투아니아 (6) - 룩셈부르크 (1) - 마케도니아 공화국 (2) - 멕시코 (1) - 몰도바 (1) - 모나코 (3) - 몽골 (2) - 몬테네그로 (1) - 모로코 (1) - 네팔 (1) | - 네덜란드 (18) - 뉴질랜드 (15) - 노르웨이 (28) - 페루 (1) - 필리핀 (2) - 폴란드 (19) - 루마니아 (22) - 러시아 (67) - 산마리노 (1) - 세르비아 (2) - 슬로바키아 (30) - 슬로베니아 (21) - 남아프리카 공화국 (1) - 대한민국 (28) - 스페인 (9) - 스웨덴 (35) - 스위스 (26) - 중화 타이베이 (4) - 튀르키예 (4) - 우크라이나 (23) - 미국 (57) - 우즈베키스탄 (1) |

### 경기 종목
이번 대회에서는 7개 종목과 15개 세부 종목에 63개의 메달이 걸려 있다.
| - 알파인스키 (9) - 바이애슬론 (5) - 봅슬레이 (2) - 크로스컨트리 (5) | - 컬링 (2) - 피겨스케이팅 (5) - 프리스타일 (4) - 아이스하키 (4) | - 루지 (4) - 노르딕복합 (1) - 쇼트트랙 (5) - 스켈레톤 (2) | - 스키점프 (3) - 스노보드 (4) - 스피드스케이팅 (8) |

### 일정
| ● | 개막식 |  | 예선경기 | 1 | 순위결정전 |  | 갈라쇼 | ● | 폐막식 |

| 1월            | 13 금 | 14 토 | 15 일 | 16 월 | 17 화 | 18 수 | 19 목 | 20 금 | 21 토 | 22 일 | 경기 |
| -------------- | ----- | ----- | ----- | ----- | ----- | ----- | ----- | ----- | ----- | ----- | ---- |
| 행사           | ●     |       |       |       |       |       |       |       |       | ●     |      |
| 알파인스키     |       | 2     | 2     |       | 1     | 1     | 1     | 1     | 1     |       | 9    |
| 바이애슬론     |       |       | 2     | 2     |       |       | 1     |       |       |       | 5    |
| 봅슬레이       |       |       |       |       |       |       |       |       |       | 2     | 2    |
| 크로스컨트리   |       |       |       |       | 2     |       | 2     |       | 1     |       | 5    |
| 컬링           |       |       |       |       |       | 1     |       |       |       | 1     | 2    |
| 피겨스케이팅   |       |       |       | 2     | 2     |       |       |       | 1     |       | 5    |
| 프리스타일     |       |       | 2     |       |       |       |       | 2     |       |       | 4    |
| 아이스하키     |       |       |       |       |       |       | 2     |       |       | 2     | 4    |
| 루지           |       |       | 1     | 2     | 1     |       |       |       |       |       | 4    |
| 노르딕복합     |       |       | 1     |       |       |       |       |       |       |       | 1    |
| 쇼트트랙       |       |       |       |       |       | 2     | 2     |       | 1     |       | 5    |
| 스켈레톤       |       |       |       |       |       |       |       |       | 2     |       | 2    |
| 스키점프       |       | 2     |       |       |       |       |       | 1     |       |       | 3    |
| 스노보드       |       |       | 2     |       |       |       | ●     | 2     |       |       | 4    |
| 스피드스케이팅 |       | 2     |       | 2     |       | 2     |       | 2     |       |       | 8    |
| 총 경기        |       | 6     | 10    | 8     | 6     | 6     | 8     | 8     | 6     | 5     | 63   |
| 누적 경기      |       | 6     | 16    | 24    | 30    | 36    | 44    | 52    | 58    | 63    |      |
| 1월            | 13 금 | 14 토 | 15 일 | 16 월 | 17 화 | 18 수 | 19 목 | 20 금 | 21 토 | 22 일 | 경기 |

## 메달 집계
금메달의 개수 순으로 가장 많이 획득한 국가를 10위까지만 표로 나타내었으며, 개최 국가인 오스트리아는 연보라색으로 따로 표시해 두었다. 대회에서 수여되는 메달 디자인은 2011년에 공개되었다. 혼성팀도 참가했지만, 순위에는 포함되지 않기 때문에 제외하였다. 혼성팀은 금메달 3개, 은메달과 동메달을 각각 3개씩 획득하였다.
| 순위 | 국가                 | 금메달 | 은메달 | 동메달 | 합계 |
| ---- | -------------------- | ------ | ------ | ------ | ---- |
| 1    | 독일 (GER)           | 8      | 7      | 2      | 17   |
| 2    | 중화인민공화국 (CHN) | 7      | 4      | 4      | 15   |
| 3    | 오스트리아 (AUT)     | 6      | 4      | 3      | 13   |
| 4    | 대한민국 (KOR)       | 6      | 3      | 2      | 11   |
| 5    | 러시아 (RUS)         | 5      | 4      | 7      | 16   |
| 6    | 네덜란드 (NED)       | 4      | 1      | 2      | 7    |
| 7    | 스위스 (SUI)         | 3      | 0      | 5      | 8    |
| 8    | 일본 (JPN)           | 2      | 5      | 9      | 16   |
| 9    | 노르웨이 (NOR)       | 2      | 5      | 2      | 9    |
| 10   | 미국 (USA)           | 2      | 3      | 3      | 8    |

## 방송
- 대한민국 - KBS 1TV, KBS 2TV, KBS 24시 뉴스, MBC TV, SBS TV
- 미국 - NBC
- 영국 - BBC
- 일본 - NHK
- 중화인민공화국 - CCTV